# Варда, Аньес
Анье́с Варда́ (фр. Agnès Varda; 30 мая 1928 — 29 марта 2019) — французский кинорежиссёр, сценаристка и фотограф.
Кинематографический стиль Варда отличают документальный реализм, интерес к социальным вопросам и теме феминизма, а также ярко выраженный экспериментальный подход. По словам критика Элисон Смит, карьера Аньес Варда — это важный и часто недооцениваемый голос в современном французском кино. Её работа предвосхитила появление Новой волны, а «Пуэнт-курт» содержит многие характерные для этого движения элементы, которые принесли ему известность. Несмотря на тесную связь с французской новой волной, более точно будет сказать, что Варда принадлежит к родственной «новой волне» группе кинорежиссёров Левого берега. Эту группу отличала «любовь к богемной жизни, высокая степень вовлеченности в литературу и пластические искусства и, как результат, интерес к экспериментальному кинематографу, а также отождествление с левой политикой». Ведущими режиссёрами группы Левого берега были Крис Маркер, Ален Рене и сама Аньес Варда, к ней примыкали Жан-Пьер Мельвиль, Ален Роб-Грийе и Маргерит Дюрас, а также представители литературного движения «Новый роман».
За свою работу в кино Варда была удостоена Серебряного медведя Берлинского кинофестиваля (за фильм «Счастье»), Золотого льва Венецианского фестиваля (за фильм «Без крыши, вне закона»), премии Луи Деллюка, двух Сезаров за документальные работы и почетного Сезара в 2001 году. В 2015 году на Каннском кинофестивале была удостоена почётной «Золотой пальмовой ветви».
Обладатель почётной премии «Оскар» за вклад в киноискусство.

## Биография
Аньес Варда родилась 30 мая 1928 года в Брюсселе. Её мать была француженка, а отец происходил из греческой семьи беженцев из Малой Азии. Варда изучала литературу и психологию в Сорбонне, а историю искусств — в Школе Лувра. Первоначально Варда хотела стать музейным куратором, но после окончания курса фотографии изменила свои планы. Довольно быстро создав себе репутацию первоклассного фотографа, Варда стала официальным фотографом Театрального фестиваля в Авиньоне и Национального народного театра, а затем продолжила карьеру в качестве фотожурналиста.
29 марта 2019 года Аньес Варда скончалась в своём доме на 91 году жизни. В последнее время она лечилась от рака, который и называют причиной смерти. 2 апреля была похоронена на кладбище Монпарнас. Среди тех, кто присутствовал на её похоронах, были Катрин Денёв, Жюли Гайе, Жан-Пьер Лео, Джейн Биркин и Сандрин Боннэр.

## Кинокарьера

### Художественные фильмы
Интерес Варда к фотографии привел её в кино. В 1954 году по просьбе смертельно больного друга, который уже не мог посетить родные места, Варда поехала на фотосъёмку в маленький рыбацкий поселок Пуэнт-Курт. Эта работа настолько её увлекла, что она решила снять в этом поселке художественный фильм. Названный просто «Пуэнт-Курт», фильм рассказывал о молодой паре, пытающейся наладить свои семейные и любовные отношения во время пребывания в этом поселке. Этот фильм в стилистическом плане стал предшественником Французской новой волны. Варда задействовала в картине двух профессиональных актёров, а также простых жителей поселка Пуэнт-Курт, что привнесло в картину элемент реализма и вдохновлённой Неореализмом документальной эстетики. Варда в дальнейшем будет часто использовать сочетание художественных и документальных элементов в своих фильмах.
Её второй полнометражный художественный фильм «Клео от 5 до 7» вышел только через семь лет. Он рассказывал о двух часах из жизни молодой парижской поп-певицы, ожидающей результатов медицинских анализов по поводу возможного ракового заболевания. Действие картины разворачивается как бы в реальном времени и разделено на серию глав с указанием точного времени происходящего. На протяжении картины героиня встречается с различными людьми, через общение с которыми она постепенно выходит из своего кукольного образа и обретает живые человеческие черты. Фильм затрагивает ряд экзистенциальных тем, таких как вопросы смертности и смерти, одиночества и отчаяния, его отличает ярко выраженный феминистический подход.
В своём первом цветном фильме «Счастье» Варда рисует портрет счастливой семьи, в которой мужу до поры, до времени удается успешно сочетать любовь к жене и детям с любовью к другой женщине. Когда же жена узнаёт от него о сопернице и кончает жизнь самоубийством, он без видимых проблем вводит на её место любовницу. Картина безграничного счастья, выполненная в ласкающих глаз импрессионистских тонах под гармоничную музыку Моцарта, тем не менее оставляет беспокойное чувство. По словам Варда, «это красивый плод с жестоким вкусом».
Фильм «Одна поет, другая нет» рассказывает историю жизни двух молодых женщин, которых свела судьба в 1962 году, а спустя 14 лет они встретились вновь, вспоминая прожитые годы. Несмотря на то, что одна из них происходит из благополучной городской семьи и стала певицей, а другая имеет тяжелое деревенское прошлое и двух незаконнорождённых детей, это не мешает их взаимопониманию и дружбе. Особое внимание фильм уделяет темам женской дружбы, общественного положения женщины и легализации абортов.
В 1984 году Варда выпустила фильм «Без крыши, вне закона», рассказывающей о смерти молодой бродяжки по имени Мона. Неназванный человек за кадром беседует с людьми, которые встречали Мону в последние недели её жизни. Фильм разделен на 47 эпизодов, в каждом из которых кто-либо рассказывает о своих впечатлениях от общения с Моной. Фильм говорит о стремлении героини к свободе и попытке вырваться из оков современного общества, но также и том, что не любая такая попытка является удачной. В 1985 году за этот фильм Варда была удостоена главного приза Венецианского фестиваля — Золотого льва, а также престижного приза ФИПРЕССИ. В 1986 году за игру в этом фильме Сандрин Боннер получила французскую премию Сезар как лучшая актриса.
В 1990 году умер муж Варда, известный кинорежиссёр Жак Деми, с которым они прожили вместе с 1962 года. Вскоре после его смерти Варда сделала фильм «Жако из Нанта», рассказывающий о его жизни и смерти. Начинаясь с художественной реконструкции ранних лет жизни Деми в оккупированной немцами Франции, фильм рассказывает о его увлеченности различными аспектами кино, включая подбор актёров, разработку художественного решения и декораций, анимацию и постановку света. Художественные эпизоды картины переплетаются с хроникальными кадрами Нанта военного времени, фрагментами из фильмов Деми, а также и документальными кадрами умирающего режиссёра. Фильм продолжает близкую Варда тему отношения к смерти, но в основном считается данью памяти Варда своему умершему мужу и его работе.

## Фильмография

### Полнометражные художественные фильмы
| Год  | Название                      | Оригинальное название                 | Примечание                                   |
| ---- | ----------------------------- | ------------------------------------- | -------------------------------------------- |
| 1955 | Пуэнт-Курт                    | La Pointe-Courte                      |                                              |
| 1962 | Клео от 5 до 7                | Cléo de 5 à 7                         | Участие в конкурсной программе Каннского МКФ |
| 1965 | Счастье                       | Le bonheur                            | Серебряный медведь Берлинского МКФ           |
| 1966 | Создания                      | Les creatures                         |                                              |
| 1969 | Львиная любовь                | Lions Love                            |                                              |
| 1970 | Навсикая                      | Nausicaa                              | Телефильм                                    |
| 1977 | Одна поёт, другая нет         | L’une chante, l’autre pas             |                                              |
| 1981 | Документалист                 | Documenteur                           |                                              |
| 1985 | Без крыши, вне закона         | Sans toit ni loi                      | Золотой лев Венецианского МКФ                |
| 1988 | Мастер кунг-фу                | Kung-fu master!                       |                                              |
| 1988 | Джейн Б. глазами Аньес В.     | Jane B. par Agnès V.                  |                                              |
| 1991 | Жако из Нанта                 | Jacquot de Nantes                     |                                              |
| 1995 | Сто и одна ночь Симона Синема | Les cent et une nuits de Simon Cinéma |                                              |

### Короткометражные художественные фильмы
| Год  | Название                                                       | Оригинальное название                                               | Примечание   |
| ---- | -------------------------------------------------------------- | ------------------------------------------------------------------- | ------------ |
| 1958 | Опера-муфф                                                     | L’opéra-mouffe                                                      |              |
| 1961 | Новобрачные с моста МакДоналд, или (Не доверяйте чёрным очкам) | Les fiancés du pont Mac Donald ou (Méfiez-vous des lunettes noires) |              |
| 1967 | Дядя Янко                                                      | Oncle Yanco                                                         |              |
| 1976 | Удовольствия любви в Иране                                     | Plaisir d’amour en Iran                                             |              |
| 1982 | Улисс                                                          | Ulysse                                                              | Премия Сезар |
| 1984 | 7 к., кух., ван… продается                                     | 7p., cuis., s. de b., … à saisir                                    |              |
| 1986 | Знаешь, у тебя классные лестницы                               | T’as de beaux escaliers, tu sais                                    |              |
| 2003 | Исчезающий лев                                                 | Le lion volatil                                                     |              |
| 2004 | Трейлер Виеннале ‘04                                           | Der Viennale '04-Trailer                                            |              |

### Документальные фильмы
1958 — Со стороны берега / Du côté de la côte (короткометражный)
1958 — К Лазурному берегу / La cocotte d’azur (короткометражный)
1958 — O saisons, ô châteaux (короткометражный)
1963 — Салют, кубинцы! / Salut les Cubains (короткометражный)
1965 — Эльза-Роза / Elsa la rose (короткометражный)
1967 — Далеко от Вьетнама / Loin du Vietnam
1968 — Чёрные пантеры / Black Panthers (короткометражный)
1975 — Ответ женщин / Réponse de femmes: Notre corps, notre sexe (короткометражный)
1976 — Дагерротипы / Daguerréotypes
1981 — Стены, стены / Mur murs
1983 — Une minute pour une image (телесериал)
1984 — Так называемые кариатиды / Les dites cariatides (короткометражный)
1993 — Девушки 25 лет спустя / Les demoiselles ont eu 25 ans
1995 — Вселенная Жака Деми / L’univers de Jacques Demy
2000 — Собиратели и собирательница / Les glaneurs et la glaneuse
2002 — Собиратели и собирательница, два года спустя / Les glaneurs et la glaneuse… deux ans après
2004 — Идесса, медведи и так далее / Ydessa, les ours et etc. (короткометражный)
2004 — Cinévardaphoto
2005 — Les dites cariatides bis (короткометражный)
2006 — Вдовы из Нуармутье / Quelques veuves de Noirmoutier
2007 — Vive les courts metrages: Agnès Varda présente les siens en DVD (короткометражный)
2008 — Побережья Аньес / Les plages d’Agnès
2010 — P.O.V. (телесериал)
2010 — Побережья Аньес / The Beaches of Agnes
2011 — Agnès de ci de là Varda (телесериал)
2017 — Лица, деревни / Visages, villages

## Признание
Лауреат многих премий («Серебряный медведь», «Золотой лев», «Премия Луи Деллюка», три «Сезара», «Почётная Золотая пальмовая ветвь»).
В 1983 году Варда была членом жюри Венецианского кинофестиваля, в 2005 — членом жюри Каннского МКФ. В том же году синематека Квебека представила ретроспективу фильмов Варда и выставку её фотографий. Великий офицер ордена Почётного легиона (2017; командор — 2009), кавалерственная дама Большого креста ордена «За заслуги» (2013; великий офицер — 2007). Почётный доктор Льежского университета (2010).